# 宮地伴七
宮地 伴七（みやじ ばんひち、1720年（享保5年）- 1813年11月11日（文化10年10月19日））は、土佐国土佐郡潮江村の庄屋。長寿者。諱は「倫」。自由民権家・宮地茂春の高祖父、坂本龍馬の曾祖父の弟、沢辺琢磨の高祖父の弟にあたる。

## 来歴
享保5年（1720年）、土佐国土佐郡潮江村庄屋・宮地茂信（五助）の次男として生まれる。母は宮地茂久（五助）の次女。
次男であったが実兄・宮地信敬(伴蔵)が潮江村・白札郷士 第五代・山本重信（善右衛門）の娘と婚し、その婿養子となって山本家の六代目を継いだため。伴七が宮地家を継いだ。
天明3年12月（1783年12月下旬 - 1784年1月上旬）、伴七の実兄である山本信敬(伴蔵)の次男・山本信貞(謙二)を、伴七の娘の婿養子として迎え、宮地家を継がせた。山本謙二は名を改めて「宮地信貞(順右衛門)」と称した。宮地家は庄屋格であったが、兄・信敬が郷士格の山本家の婿養子となることで郷士格を得、その次男が宮地家に婿入りすることで、郷士格・宮地家となり、さらに信貞の代に大和流弓術の功績が認められて白札格(上士待遇)に昇格した。伴七の実子・宮地直次郎は、川田氏の養子となって「川田六蔵」と称し、以降川田氏となる。山本信敬(伴蔵)の長男は、山本信固(覚右衛門)で、山本信固の長男が山本信年、次男は坂本家の婿養子となり坂本直足と称した。坂本直足の次男が坂本龍馬である。
土佐の『尚歯会(長寿会)』の始まりは、文化9年4月16日(1812年5月26日)のことで、高知城下・本通町の誉田多門（ほんだ・たもん）が、彼の伯父・松崎六之進と云う当時93歳になる老翁のために催したのが始まりである。その時、この会に参加した高齢者は20人で、63歳、64歳、70歳、74歳、77歳、78歳が各一人、80歳代が9人、90歳代が5人で、宮地伴七は松崎六之進と同じ93歳で最高齢者であった。
文化10年10月19日(1813年11月11日)死去。享年94歳。墓は高知県高知市南高見の横道の下端、松尾彦太郎墓地の南方畑の下の方にある。五世孫の宮地茂秋も長寿者で92歳で逝去している。

## 補註
1. 1 2 3 4 5  『土佐の墓(2)』山本泰三著、土佐史談会、1987年（昭和62年）、151頁
2. 1 2  『御侍中先祖書系圖牒』旧山内侯爵家蔵（高知県立図書館寄託文書）
3. 1 2  “『板垣精神 : 明治維新百五十年・板垣退助先生薨去百回忌記念』”.  一般社団法人 板垣退助先生顕彰会 (2019年2月11日). 2019年8月30日閲覧。
4. ↑  『土佐名家系譜』寺石正路編、高知教育会、1942年、576頁
5. ↑  現住所・高知県高知市梅ノ辻21附近
6. ↑  『土佐の宮地氏』87頁
7. ↑  『坂本龍馬の系譜』土居晴夫著、新人物往来社、平成18年(2006年)
8. ↑  『土佐の宮地氏』120頁
9. ↑  青山霊園の宮地家墓の墓碑による。

## 参考史料
- 『宮地家資料』オーテピア高知(高知市民図書館) - 史料管理番号:LC200000038
- 『宮地美彦資料』オーテピア高知(高知市民図書館) - 史料管理番号:LC200000054